# Zhoujiadian (köpinghuvudort i Kina, Hunan Sheng, lat 29,25, long 111,90)
Zhoujiadian är en köpinghuvudort i Kina. Den ligger i provinsen Hunan, i den södra delen av landet, omkring 160 kilometer nordväst om provinshuvudstaden Changsha. Antalet invånare är 31 419. Befolkningen består av 15 618 kvinnor och 15 801 män. Barn under 15 år utgör 12,0 %, vuxna 15-64 år 74 %, och äldre över 65 år 12,0 %.
Runt Zhoujiadian är det tätbefolkat, med 511 invånare per kvadratkilometer. Närmaste större samhälle är Hangongdu, 17,8 km söder om Zhoujiadian. Trakten runt Zhoujiadian består till största delen av jordbruksmark.
Genomsnittlig årsnederbörd är 1 706 millimeter. Den regnigaste månaden är maj, med i genomsnitt 303 mm nederbörd, och den torraste är december, med 32 mm nederbörd.